# Патрињоне (Пиза)
Патрињоне је насеље у Италији у округу Пиза, региону Тоскана.
Према процени из 2011. у насељу је живело 160 становника. Насеље се налази на надморској висини од 7 м.